# 울리크 살쇼브
칼 에밀 율리우스 울리크 살코(스웨덴어: Karl Emil Julius Ulrich Salchow, 1877년 8월 7일 ~ 1949년 4월 19일)는 스웨덴의 피겨 스케이팅 선수이다.

## 선수 경력
20세기 전반의 유명 남자 피겨 스케이팅 선수였다. 올림픽에 처음 피겨 스케이팅 종목이 도입된 1908년 하계 올림픽 남자 싱글에서 금메달을 획득하였고, 세계 선수권에서 10차례나 우승하였다. 그는 1909년, 후진하며 왼발의 인사이드 에지로 점프하여 회전하고 오른발의 아웃사이드 에지로 착지하는 새로운 점프를 선보였는데, 이를 그의 이름을 따 살코 점프로 부르고 있다. 은퇴 후 국제 스포츠 무대 행정가로 활동했으며, 1925년 ~ 1937년 국제 빙상 경기 연맹 회장으로 재직했다.